# اریک پوپه
اریک پوپه (انگلیسی: Erik Poppe؛ زادهٔ ۲۴ ژوئن ۱۹۶۰) کارگردان فیلم، فیلم‌نامه‌نویس، اهل نروژ است.
از فیلم‌هایی که وی در آن‌ها نقش داشته است، می‌توان به یک مرد تا حدی مهربان اشاره نمود.